# Медика
Медика (пол. Medyka) — село в Польщі, адміністративний центр гміни Медика Перемишльського повіту Підкарпатського воєводства, поблизу кордону з Україною.

## Географія
Село Медика розташоване за 13 км від Перемишля та за 72 км від столиці Підкарпатського воєводства Ряшева, в історичному регіоні Надсяння. Поблизу села є міжнародний автомобільний пункт пропуску через сучасний державний кордон Медика — Шегині.
Населення — 2664 особи (2011).

## Історія
У часи входження до Речі Посполитої належало до Перемишльського повіту Руського воєводства. Є згадки про медицького войського. У 1460 році селяни з Медики скаржились на перемиського старосту Якуба Конецпольського, який обтяжував їх новими роботами понад прийнятої тоді одноденної панщини на тиждень.
У першій половині ХІХ століття Медика була "Tusculum"ом для галицьких вчених та митців.
Дідич містечка граф Ґвальберт Павліковський (пом. 1852) у першій половині ХІХ століття зібрав значну колекцію, зокрема, бібліотеку, яку у 1849 році перевезли на постійне місце зберігання до Львова (в кляшторі домініканців) після того, як двір дідичів зайняли російські окупанти, що прямували до Угорщини. З кляштору збірку перемістили до спеціально зведеного павільйону на вулиці 3-го Травня. Збірка стала однією з важливих частин зборів інституту Оссолінських у Львові після її передачі у 1922 році внуком Яном Ґвальбертом Павліковським.
Містечко було полем боїв Української галицької армії й Війська Польського у 1918 році.
Станом на 1 січня 1939 року в селі, разом із Халупками Мединецькими, проживало 3320 мешканців, з них 1760 українців-грекокатоликів, 300 українців-римокатоликів, 900 поляків, 200 польських колоністів міжвоєнного періоду, 160 євреїв.
У 1939 році поселення увійшло до складу УРСР, до новоутвореної Дрогобицької області. Містечко було районним центром Медицького (Медиківського) району. У 1948 році цей район було ліквідовано, 9 сільських рад, що залишилися у складі України, увійшли до Мостиського району Львівської області, а села Медика, Селиська та Яксманичі приєднано до Польщі.
У 1975—1998 роках, в ході адміністративного поділу, село перебувало у складі Перемишльського воєводства.

## Церква Преображення Господнього

Давня церква Преображення Господнього, фото до 1945р.

Парафіяльна церква Преображення Господнього збудована з дерева, ймовірно на місці більш давньої, у 1800 році, була реконструйована у 1923 році. Покровителями (коляторами) храму у 1809—1939 роках були Павликовські. Після виселення українського населення церква була зруйнована.
Будівля мала дводільну структуру плану. Коло порталу західного входу, був невеликий ґанок. Покрита споруда була двосхилим дахом, завершеним невеликим, кулястим куполом (сигнатурою). До складу церковного комплексу також входила дерев'яна дзвіниця, дерев'яні ворота і дерев'яна огорожа, покрита дахом з горизонтально розташованих дощок. Залишилось зображення церкви на рисунку 1836 року, ще до її реконструкції 1923 року. Згодом було зведено муровану дзвіницю із складною конфігурацією прорізів та двосхилим дахом.

## Костел Петра і Павла

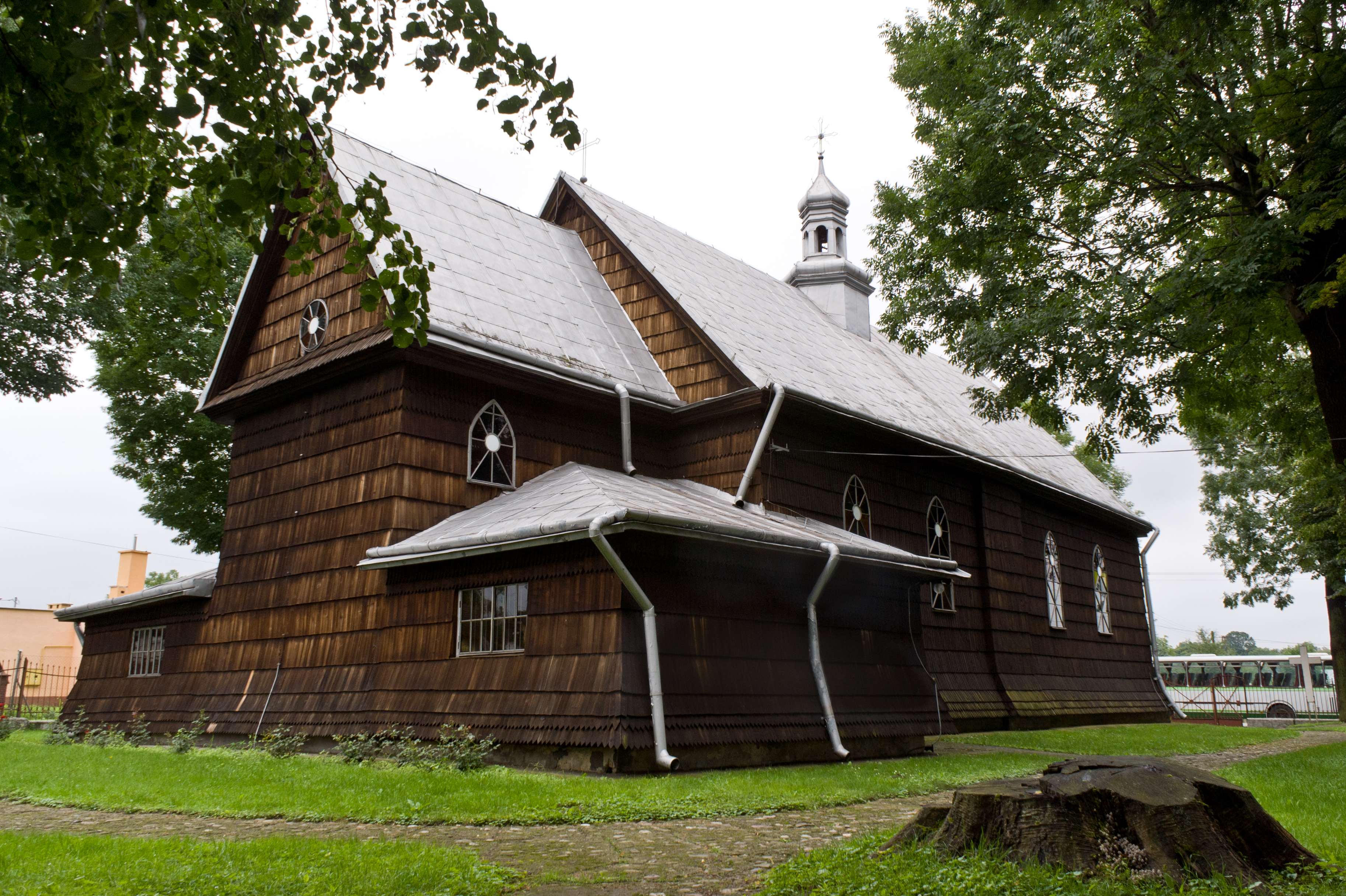
Старий дерев'яний костел святих Петра і Павла (1607)

Споруда зведена у 1604 році із розташування вівтаря на південь. У 1850 році був розбудований та прикрашений зсередини. У 1880 році вежа була відділена від загального об'єму будівлі та перенесена на кілька метрів далі де виконує функцію дзвіниці. Покритий бляхою, з якої також виконана невелика сигнатура. Після побудови нового костелу перестав використовуватись.

## Населення
Демографічна структура станом на 31 березня 2011 року:
|          | Загалом | Допрацездатний вік | Працездатний вік | Постпрацездатний вік |
| -------- | ------- | ------------------ | ---------------- | -------------------- |
| Чоловіки | 1320    | 276                | 936              | 108                  |
| Жінки    | 1344    | 286                | 823              | 235                  |
| Разом    | 2664    | 562                | 1759             | 343                  |

## Транспорт
З Перемишля до Медики є можливість дістатися:
- приміським поїздом сполученням Ряшів — Медика (курсує тричі на добу, вартість проїзду — 1,90 злотих);
- міським автобусом № 9, згідно графіку руху (перший рейс о 04:06, останній о 21:25, вартість проїзду — 2 злотих);
- автобусом від автовокзалу по заповненню пасажирами (у будні, з 07:30 до 17:30 в робочі дні, вартість проїзду  3 злотих).

## Пам'ятки
- Костел Петра і Павла (1607)
- Синагога

## Відомі особистості
- Куліш Віктор Васильович — український учений-фізик; доктор фізико-математичних наук, професор.
- отець Лозинський Йосиф — парох містечка з 1836 року.[11]
- Тадеуш Павліковський — польський режисер і театральний діяч.
- Ян Павліковський — польський природоохоронець, уродженець містечка.
- Владислав II Ягайло — король, перебував тут[12].
- Іван Каливошка — поручник Української галицької армії (похований у Медиці).